# Duni
För andra betydelser, se Duni (olika betydelser).

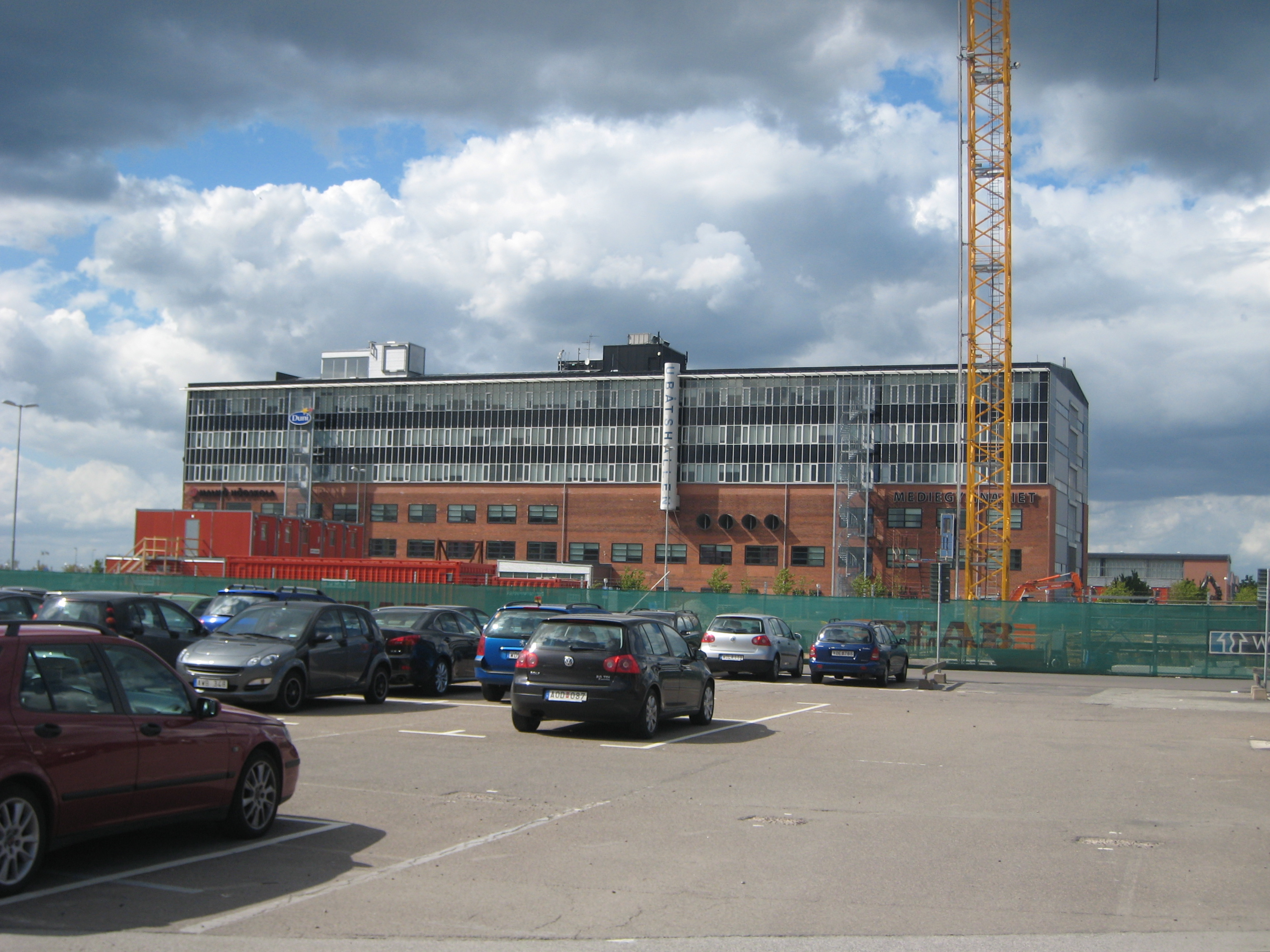
Dunis huvudkontor i Malmö. Huset delas med bland annat Malmö Högskola

Duni AB är ett svenskt industriföretag som tillverkar produkter för dukning och servering. Företaget är noterat på Stockholmsbörsen och har 2 400 anställda i 24 länder. Huvudkontoret är beläget i Malmö med tillverkning i Sverige, Tyskland och Polen.

## Historia
Duni har sitt ursprung i Billingsfors bruk i Billingsfors, Bengtsfors kommun. På 1940-talet var brukschefen Marcus Rosendal på resa i USA och upptäckte förekomsten av pappersmuggar i vaxat papper, så kallade plissébägare. Rosendal köpte hem två tillverkningsmaskiner. Produktionen startade 1949 i Dals Långed med namnet Billingsfors Långed AB. Produkten kallades ofta BiLå-bägare. Samma år köpte Bonniergruppen företaget av den tillfälliga ägaren Göteborgs Bank. 
År 1956 flyttades produktionen till en nybyggd fabrik i Halmstad med namnet Åhlén & Åkerlund Förpacknings AB. I samma byggnad fanns också emballagetillverkning, som 1966 blev Sprinter Pack AB. 1957 flyttades pappersmuggsmaskinerna från  Dals Långed  till Halmstad. 1963 började tillverkningen av papperstallrikar med 100 nyanställda. Plastmuggar började tillverkas 1966 och samma år även formsprutade produkter, som knivar, gafflar och skedar. 1970 slogs de båda företagen Duni i Halmstad och Bilå i Dalsland ihop och fick namnet DuniBilå AB. Företaget behövde större lokaler för produktion och personalutrymmen, så därför byggde Halmstads kommun ett nytt hus 1974, som företaget fick hyra förmånligt. 
Under 1980-talet köptes konkurrenten JiHå Plast AB och Delsbo ljusfabrik. 1990 byttes namn igen, ni till det kortare Duni AB. Dunigruppens huvudkontor flyttade från Halmstad till Stockholm under 1994. I slutet av 1990-talet avslutades produktionen av pappersmuggar. 1997 köptes bolaget av Wallenbergssfärens riskkapitalbolag EQT. Under 2005 flyttades huvudkontoret till Malmö. 2007 noterades Duniaktien på Stockholmsbörsen. 2008 sålde EQT sina sista aktier i bolaget där störste ägare idag är Rune Andersson via bolag Mellby Gård. 
I augusti 2023 kom Mellby Gård upp i en ägarandel av 30 procent av aktierna och rösterna i Duni Group och passerade därmed gränsen för budplikt. I september 2023 lade Mellby Gård ett offentligt uppköpserbjudande på samtliga aktier i Duni Group. En oberoende budkommitté i Duni rekommenderade aktieägarna att inte acceptera Mellby Gårds budpliktserbjudande.
De båda pappersmuggmaskinerna som företaget startade med, är fortfarande i företagets ägo och står numera utställda på huvudkontoret.

## Verksamhet
Varumärket Duni finns idag på över 40 marknader med huvudsaklig försäljning i centrala och norra Europa. Duni är noterat på Stockholmsbörsen och har cirka 2 400 anställda i 24 länder. Huvudkontoret ligger i Malmö, och tillverkningen sker i Sverige, Tyskland och Polen. Företaget tillverkar och säljer produkter för dukning och servering, såsom servetter, take-away produkter, bordstabletter, engångsmuggar, tallrikar av papper till bland annat restauranger, HoReCa, livsmedelsaffärer och industrikök. Verksamheten är i huvudsak uppdelad i områdena Professional, Retail och Tissue. Dunis dotterbolag Rexcell står för verksamhetsområdet Tissue och tillverkar bland annat pappersservetter, dukar samt hygienprodukter av det textilliknande materialet air-laid-papper. Rexcells tillverkning är förlagd till Skåpafors i Dalsland, fabriken i Dals Långed lades ned oktober 2015.